# Fiorenzo Angelini
Fiorenzo Angelini (Roma, 1 de agosto de 1916 − ibídem, 22 de noviembre de 2014) fue un cardenal italiano, presidente emérito del Consejo Pontificio para la Pastoral de la Salud.

## Biografía
Después de completar sus estudios de filosofía en la Pontificia Universidad Lateranense, obtuvo el bachillerato en filosofía y la licenciatura en Teología, con especialización en mariología, en la Pontificia Facultad Teológica Marianum.
Fue ordenado sacerdote el 3 de febrero de 1940 y pasó la mayor parte de su vida atendiendo a los enfermos y los pobres.
En 1945, trabajó como Asistente Eclesiástico Nacional de Acción Católica de Hombres. A partir de entonces, de 1947 a 1954, también fue Maestro de Ceremonias Pontificias. El 27 de junio de 1956 fue elegido Obispo titular de Mesenia y recibió la ordenación episcopal el 29 de julio de 1956. También fue llamado a prestar asistencia espiritual en las clínicas y hospitales de Roma. También fue obispo auxiliar de Roma de enero de 1977 hasta febrero de 1985.
El 11 de febrero de 1985, fue promovido arzobispo y nombrado pro-presidente de la Comisión Pontificia para la Pastoral de los Agentes Sanitarios. En 1988 fue nombrado presidente de la misma Comisión, que recibía entonces el nombre de Pontificio Consejo para la Pastoral de los Agentes Sanitarios.
Fue autor de muchas obras escritas y participó en numerosas conferencias internacionales sobre una variedad de problemas de salud.
En julio de 1991, comenzó a trabajar en la realización de un centro para ayudar a los enfermos terminales en Moscú.
Presidente emérito del Consejo Pontificio para la Pastoral de la Salud, 31 de octubre de 1996.
Creado y proclamado Cardenal por Juan Pablo II en el Consistorio de 28 de junio de 1991, con el título de S. Spirito en Sassia (Espíritu Santo en Sassia), diaconía elevada pro hac vice a título presbiteral.
Falleció en Roma el 22 de noviembre de 2014.